# 黒木勘蔵
黒木 勘蔵（くろき かんぞう、1882年9月10日 - 1930年10月8日）は、大正から昭和初期にかけての日本近世文学研究者。とくに、浄瑠璃および元禄歌舞伎に関する研究に多くの業績がある。

## 略歴
長野県諏訪郡玉川村（茅野市）に生まれる。旧制諏訪実科中学（長野県諏訪清陵高等学校）、長野師範学校を経て、1908年早稲田大学文学部哲学科卒業。師である高野辰之の下で、東京音楽学校邦楽調査部で近世邦楽を研究、1923年早稲田大学文学部講師。1925年東京高等師範学校教授。浄瑠璃および元禄歌舞伎を研究。
1930年10月8日、東京帝国大学医科大学附属医院小石川分院に入院して盲腸の手術を受けた後、腹膜炎を起こして死去した。

## 著書
- 『近世演劇考説』六合館　1929
- 『近松以後』大東出版社　1942
- 『近松門左衛門』大東出版社　1942
- 『近世日本芸能記』青磁社　1943
- 『浄瑠璃史』青磁社　1943

## 校訂
- 『近松門左衛門全集』全10巻　高野辰之共校訂　春陽堂　1922-1924
- 『元禄歌舞伎傑作集』高野辰之共校　早稲田大学出版部　1925　のち臨川書店
- 『日本名著全集 江戸文芸之部 第4巻.近松名作集 上巻』日本名著全集刊行会　1926
- 紀海音、並木宗輔『浄瑠璃集』博文館・帝国文庫 1929
- 近松門左衛門『曽根崎心中・心中天の網島・女殺油地獄』校註　改造文庫　1930